# Marine Rosset
Pour les articles homonymes, voir Rosset.
Marine Rosset, née 14 décembre 1985, est une femme politique française. Membre du Parti socialiste, elle est conseillère du 5e arrondissement de Paris depuis 2020. Élue présidente des Scouts et Guides de France en juin 2025, elle démissionne au mois d’août de la même année en raison de pressions liées à son orientation sexuelle et à ses engagements politiques.

## Biographie

### Formation et parcours professionnel
Marine Rosset est diplômée de Sciences Po Paris. Elle a été professeure d'histoire-géographie en Seine-Saint-Denis. 

## Carrière politique
Le journal Le Monde la décrit comme une « militante depuis 2002 et candidate depuis 2017 ».
Lors des élections législatives de 2012, elle est suppléante d’Axel Kahn dans la Deuxième circonscription de Paris. Aux élections législatives, Axel Kahn obtient 33,88 % au premier tour puis 43,54 % au second, face à l'ancien Premier ministre François Fillon.
Lors des élections législatives de 2017, Marine Rosset se présente dans la même circonscription sous l’étiquette du Parti socialiste. Au premier tour, elle recueille 6,11 % des voix, terminant en quatrième position et ne se qualifiant pas pour le second tour, remporté par Gilles Le Gendre (En Marche).
Lors des élections municipales de 2020, Marine Rosset figure sur la liste conduite par Marie-Christine Lemardeley dans le 5e arrondissement de Paris, soutenue par le Parti socialiste, le PCF, Génération.s et le Parti radical de gauche. Cette liste obtient 25,41 % des voix au premier tour, terminant en deuxième position derrière celle de Florence Berthout (LREM). Au second tour, elle recueille 48,08 % des suffrages mais ne l’emporte pas. Marine Rosset est néanmoins élue conseillère municipale de secteur et conseillère communautaire. Elle rejoint le groupe « Paris en Commun », la majorité d’Anne Hidalgo.
Aux élections législatives de 2022, elle se présente à nouveau dans la même circonscription sous l’étiquette de la NUPES. Elle arrive en deuxième position au premier tour avec environ 27,27 % des voix, derrière Gilles Le Gendre (La République en marche). Au second tour, elle est battue avec 36,61 % des suffrages contre 63,39 % pour son adversaire.
Aux élections législatives de 2024, Marine Rosset, candidate du Nouveau Front populaire, améliore son score au premier tour en arrivant en tête avec 33,40 % des voix. Toutefois, elle est battue au second tour par Jean Laussucq (Ensemble), qui recueille 56,50 % des suffrages contre 43,50 % pour elle.
Après l'invalidation des comptes de campagne de Jean Laussucq par le Conseil constitutionnel et sa démission d'office, le 11 juillet 2025, Marine Rosset est pressentie pour une quatrième candidature consécutive dans cette circonscription. Elle est finalement investie suppléante de Frédérique Bredin, ancienne ministre de la Jeunesse et des Sports, par le Parti socialiste.

## Engagement scout et présidence des Scouts et Guides de France
Marine Rosset est élue présidente des Scouts et Guides de France le 14 juin 2025, avec 22 voix sur 24 au conseil d'administration. Son élection suscite des critiques de la part de sites d'extrême droite et de certains milieux catholiques conservateurs, en raison de son homosexualité et de ses prises de position politiques, notamment en faveur de l'avortement.
Face à ces attaques de harcèlement et de cyberharcèlement, elle démissionne le 6 août 2025, déclarant : « La situation était devenue intenable et ma volonté est de protéger le mouvement ». Elle évoque aussi la nécessité de protéger sa famille,,.